# Arctia confluentissima
Arctia confluentissima är en fjärilsart som beskrevs av Charles Oberthür 1911. Arctia confluentissima ingår i släktet Arctia och familjen björnspinnare. Inga underarter finns listade i Catalogue of Life.